# Nicolas Baudy
Pour les articles homonymes, voir Neumann.
Nicolas Baudy est un journaliste, essayiste et écrivain français d’origine hongroise. Il est né le 21 août 1904 sous le nom de Miklós Bándy à Marosvásárhely dans le Royaume de Hongrie (aujourd'hui Târgu Mureș en Roumanie) et mort à Paris le 26 septembre 1971.
Alors qu'il occupa une place importante dans la vie politique et intellectuelle européenne à partir des années 1930, encore peu d'études lui sont consacrées. Deux articles universitaires récents parus dans la revue Les cahiers de la nouvelle Europe, nous permettent cependant de reconstituer certains éléments biographiques et bibliographiques.

## Biographie
Nicolas Baudy quitte la Hongrie en 1922, peu après les premières mesures antisémites du régime de Horthy, qui dès 1920 impose un numerus clausus d’étudiants juifs à l’université. Il évoque cette période dans son roman L'Innocent Cavalier (1956).
Il ne retournera jamais en Hongrie et écrira l’essentiel de ses articles, essais et romans en français.
Il étudie alors à Vienne, Rome, Paris et obtient un doctorat de philosophie à Berlin.
Il s’intéresse aux premiers pas de l’art abstrait. En 1928, il réalise en collaboration avec Stella F. Simon le film expérimental Hands, il a alors pour nom Miklos Bandy.
Entre 1927 et 1939, il est journaliste reporter à Berlin, Paris, Moscou.
En 1934 il est chargé de mission par le Komintern qui lui demande de se « procurer l’acte d’accusation dressé par les nazis contre Dimitrow, réputé responsable de l’incendie du Reichstag ». Baudy raconte cette mission dans son roman Les créneaux de Weimar » publié en 1961.
Mais Baudy rompt ses liens avec le Komintern en 1936 dès le début des procès d’épuration. 
En 1939, il s’engage dans la Légion étrangère (c'est à ce moment qu'il adopte le nom de Nicolas Baudy), combat dans le Nord de la France et est capturé par les Allemands. Interné dans le camp Stalag II a, il réussit à s’échapper en 1940 et rejoint la résistance à Grenoble et à Lyon.
Entre 1949 et 1963, Nicolas Baudy est rédacteur en chef de la revue Evidences publiée sous l'égide de l'American Jewish Committee.  
Manès Sperber dit de lui et de sa revue Evidences : « Nicolas Baudy a consacré les années entre 1949 et 1963, (...) au combat contre la despotique confusion stalinienne qui, anesthésiant les consciences et aveuglant les esprits, rendait alors d’innombrables intellectuels capables de glorifier mensonge, misère et meurtre au nom de la vérité, de la liberté, des « lendemains qui chantent ». (…) Nicolas Baudy a su rassembler autour de lui un nombre sans cesse croissant d’intellectuels, juifs et non-juifs, des philosophes, des sociologues, des historiens, des romanciers, des essayistes et des critiques littéraires qui, tous, imperméables à la propagande totalitaire faite de terreur et de promesses séduisantes, acceptaient de penser par eux-mêmes. ».

## Ouvrages
Outre son implication dans la revue Évidences, et l’écriture de nombreux articles sur la littérature, la politique et la société, il publie une série d’ouvrages entre 1946 et 1967 : 

### Romans
- Le Piano d’Arlequin, éditions Corrêa, 1946.
- Les Moissons du désert, 1949.
- L'Innocent Cavalier, éditions de la Table Ronde, 1956.
- Les Créneaux de Weimar, éditions Albin Michel, 1961[8].

### Essais
- Jeunesse d’octobre. Témoins et combattants de la Révolution hongroise, Éditions de la Table Ronde, 1957[10],[11].
- Les Grandes Questions juives, préface de Robert Aron, Éditions Planète, 1967.
- Le Marxisme, le centenaire du capital, préface de Robert Aron, Éditions Planète, 1967.